# Beeville
Beeville é uma cidade localizada no estado norte-americano de Texas, no Condado de Bee.

## Demografia
Segundo o censo norte-americano de 2000, a sua população era de 13.129 habitantes. 
Em 2006, foi estimada uma população de 13.634, um aumento de 505 (3.8%).

## Geografia
De acordo com o United States Census Bureau tem uma área de 
15,8 km², dos quais 15,8 km² cobertos por terra e 0,0 km² cobertos por água.

## Localidades na vizinhança
O diagrama seguinte representa as localidades num raio de 24 km ao redor de Beeville. 